# Vlakte van Arafat

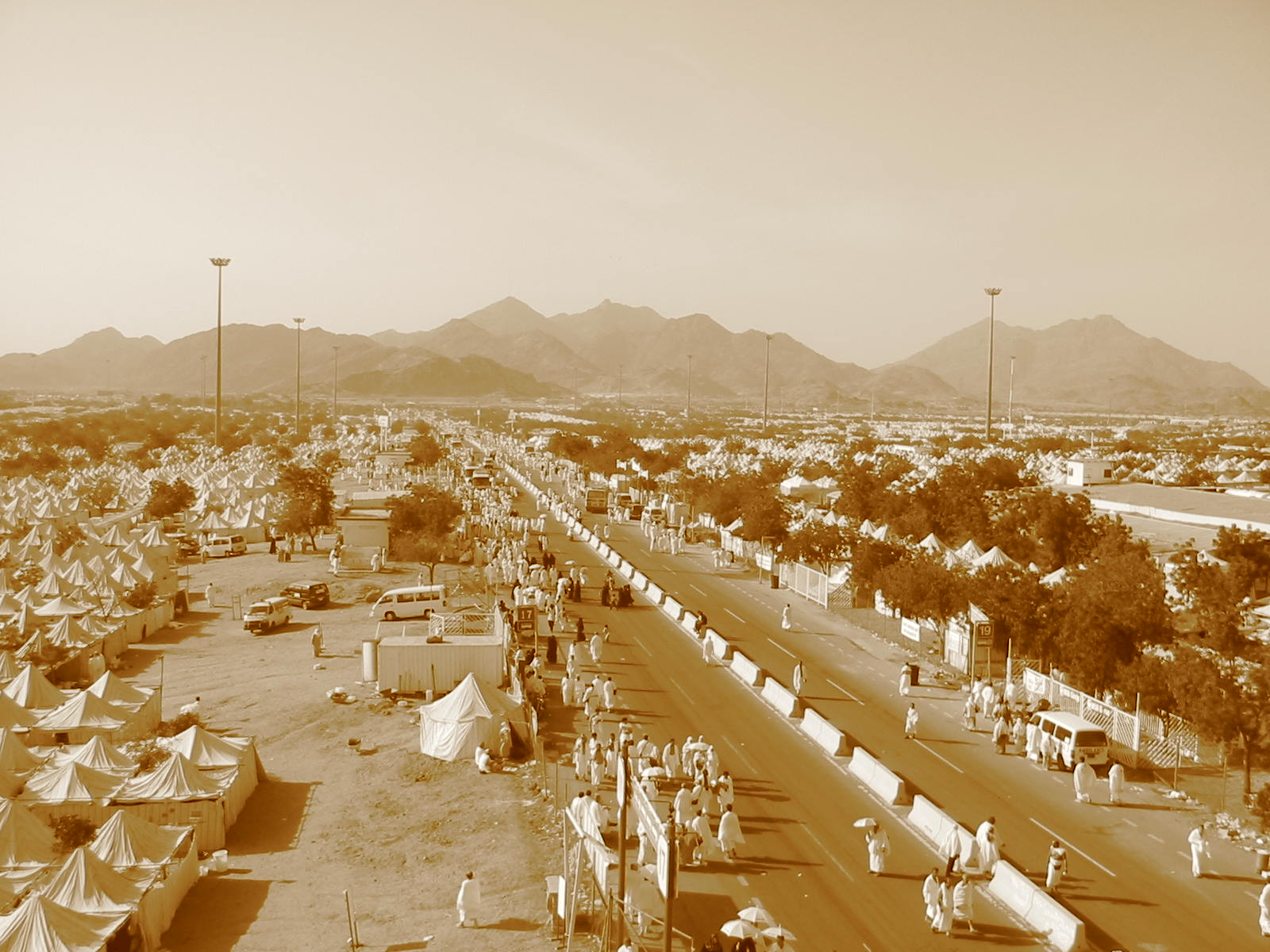
Op de dag van de hadj

Arafat (Arabisch: عرفات, عرفة) is de geografische naam van een landschap ongeveer 20 kilometer ten zuidoosten van Mekka in Saoedi-Arabië met een heuvel genaamd "Berg van Vergeving en Genade" (Jabal al-Rahma)(454 m). De berg Arafat wordt soms verward met de berg Ararat.
Een der onderdelen van de islamitische bedevaart naar Mekka is dat de gelovigen hun ihraamkleding aantrekken en op de Vlakte van Arafat verblijven (wuquf) op de negende dag van de bedevaartmaand van 's middags tot na zonsondergang. Dit is een moment van bespiegeling en wordt beschouwd als het hoogtepunt van de hadj. Het staan op de Vlakte biedt een voorproefje van de Dag des oordeels.
Op warme dagen wordt de temperatuur binnen de perken gehouden door sprinklers op hoge palen. Zij zorgen voor een fijne mist van water.

## Koran en Hadith
In soera De Koe 198-199 is sprake van het bezoeken van Arafat tijdens de hadj. Ayaat 4-5 van soera De Tafel werden hier geopenbaard aan Mohammed, waarin o.a. gesteld wordt Heden heb Ik voor u uw godsdienst volmaakt..., het laatste deel van de Koran dat geopenbaard werd.
Vanaf de berg Arafat gaf Mohammed zijn laatste preek tijdens de zogenaamde "vaarwel-bedevaart", kort voor zijn dood. Op deze plek stelde hij vast:
Het gehele gebied van de plaats Arafat is een plek om te verblijven voor God (mauqif). Het gehele gebied van Moezdalifa is een plek om te verblijven voor God. Het gehele gebied van Mina is de plaats van offergaven.
Het is omstreden of vasten verplicht is op de "Dag van Arafa als soennah of als vrijwillig beschouwd moet worden.